# Dominator
Dominator (рус. Правитель) — двенадцатый студийный альбом группы U.D.O., вышедший в 2009 году.
Dominator записывался более восьми месяцев в течение с августа 2008 по июнь 2009 года с перерывом на ноябрьское турне по России и Украине.
Альбом реализовывался AFM Records на компакт-диске (AFM 258-2), диджипаке (AFM 258-9 DigiPak), а также 850 экземпляров были выпущены на виниле. На композицию Black and White был снят видеоклип.
Альбом, наряду с Faceless World является любимым альбомом Диркшнайдера за всю историю группы, а любимыми его песнями на альбоме являются «Dominator», «Black And White», «Whispers In The Dark». Штефан Кауфманн также оценил альбом как наиболее удавшийся из всех альбомов.
Начиная с этого альбома, оформление конверта становится традиционным: на обложке вновь использован такой же маскот, как и на предыдущем альбоме Mastercutor. Также, строй гитар был опущен со стандартного «Ми», использованного на предыдущих альбомах, до настройки «Ре» (на тон ниже) и не менялся на последующих студийных альбомах, за исключением некоторых песен.

## Список композиций
Все песни написаны Диркшнайдером и Кауфманном, исключая «The Bogeyman» и" Whispers in the Dark", в которых музыка написана при участии Фитти Виенхольда.
| №   | Название                                        | Перевод названия                | Длительность |
| --- | ----------------------------------------------- | ------------------------------- | ------------ |
| 1.  | «The Bogeyman»                                  | «Страшила»                      | 4:03         |
| 2.  | «Dominator»                                     | «Правитель»                     | 4:45         |
| 3.  | «Black and White»                               | «Чёрное и белое»                | 4:08         |
| 4.  | «Infected»                                      | «Заражённый»                    | 3:35         |
| 5.  | «Heavy Metal Heaven»                            | «Хэви-метал небеса»             | 4:20         |
| 6.  | «Doom Ride»                                     | «Роковой заезд»                 | 5:21         |
| 7.  | «Stillness of Time»                             | «Безмолвие времени»             | 6:31         |
| 8.  | «Devil's Rendezvous»                            | «Рандеву с дьяволом»            | 3:35         |
| 9.  | «Pleasure in the Darkroom» (только на диджипак) | «Удовольствие в тёмной комнате» | 4:20         |
| 10. | «Bleeding Heart» (только на японском издании)   | «Сочащееся кровью сердце»       | 2:57         |
| 11. | «Speed Demon»                                   | «Демон скорости»                | 4:04         |
| 12. | «Whispers in the Dark»                          | «Шёпот в темноте»               | 4:26         |

## Чарты
| Год  | Чарт                 | Позиция | Страна    |
| ---- | -------------------- | ------- | --------- |
| 2009 | Top 100 Albums       | 27      | Германия  |
| 2009 | Finnish Albums Chart | 35      | Финляндия |
| 2009 | Swedish Albums Chart | 51      | Швеция    |
| 2009 | Scweizer Hit Parade  | 100     | Швейцария |

## Синглы
- Infected (EP) (6 июня 2009, AFM SG 258-5), содержащий песню «Infected», две песни, не вошедшие в альбом Systematic Madness и «Bodyworld», ремикс песни «Platchet Soldat» и концертную версию «Poezd Po Rossii» (Москва, 2008). Сингл вышел тиражом в 2222 экземпляра.

## Участники записи
- Удо Диркшнайдер — вокал
- Штефан Кауфманн — гитара, фортепиано
- Игор Джианола — гитара
- Фитти Винхольд — бас-гитара, фортепиано
- Франческо Джовино — ударные
- Матиас Дит (гитара на Devil’s Rendezvous)